# Storozjynets

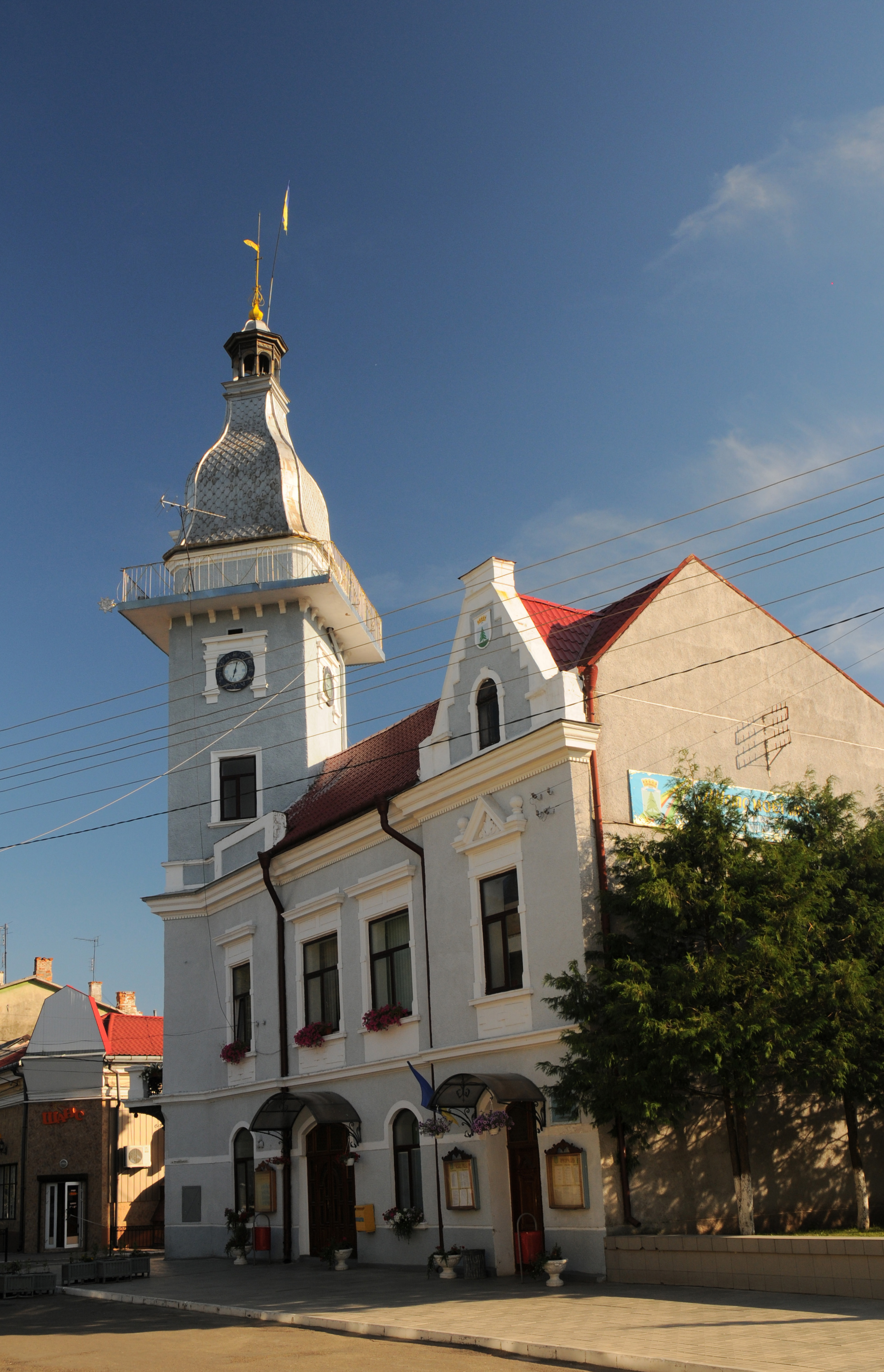
Storozjynets rådhus

Storozjynets (ukrainska: Сторожинець uttal (fil)) är en stad i västra Ukraina i Tjernivtsi oblast, som utgör den norra delen av den historiska regionen Bukovina. Folkmängden uppgick till 14 197 invånare år 2016. Stadens befolkning talar i huvudsak rumänska.